# Switbert (misjonarz)
Switbert, Suitbert z Kaiserswerth, Suidbert, Suitbertus, Swithbert (ur. ? w Northumberland, zm. 1 marca 713 w Kaiserswerth) – święty katolicki, biskup, benedyktyn nazywany „apostołem Fryzów”.
Pochodzący z Anglii biskup Fryzji. Prowadził działalność ewangelizacyjną wraz ze św. Wilibrordem od ok. 690 roku. W dwa lata później, w 692 roku kiedy Wilibrord opuścił misję, udając się do Rzymu św. Wilfryd z Yorku wyświęcił go na biskupa. Później Switbert prowadził apostolat w południowej Westfalii wśród Brukterów. Wobec grożącej anglosaskiemu biskupowi agresji ze strony Sasów, Pepin i Plektruda podarowali mu wyspę leżącą w dolnym biegu Renu. Switbert założył na otrzymanej wysepce, nazwanej później Kaiserswerth, klasztor benedyktyński. Zmarł w marcu 713 roku w tymże miejscu.

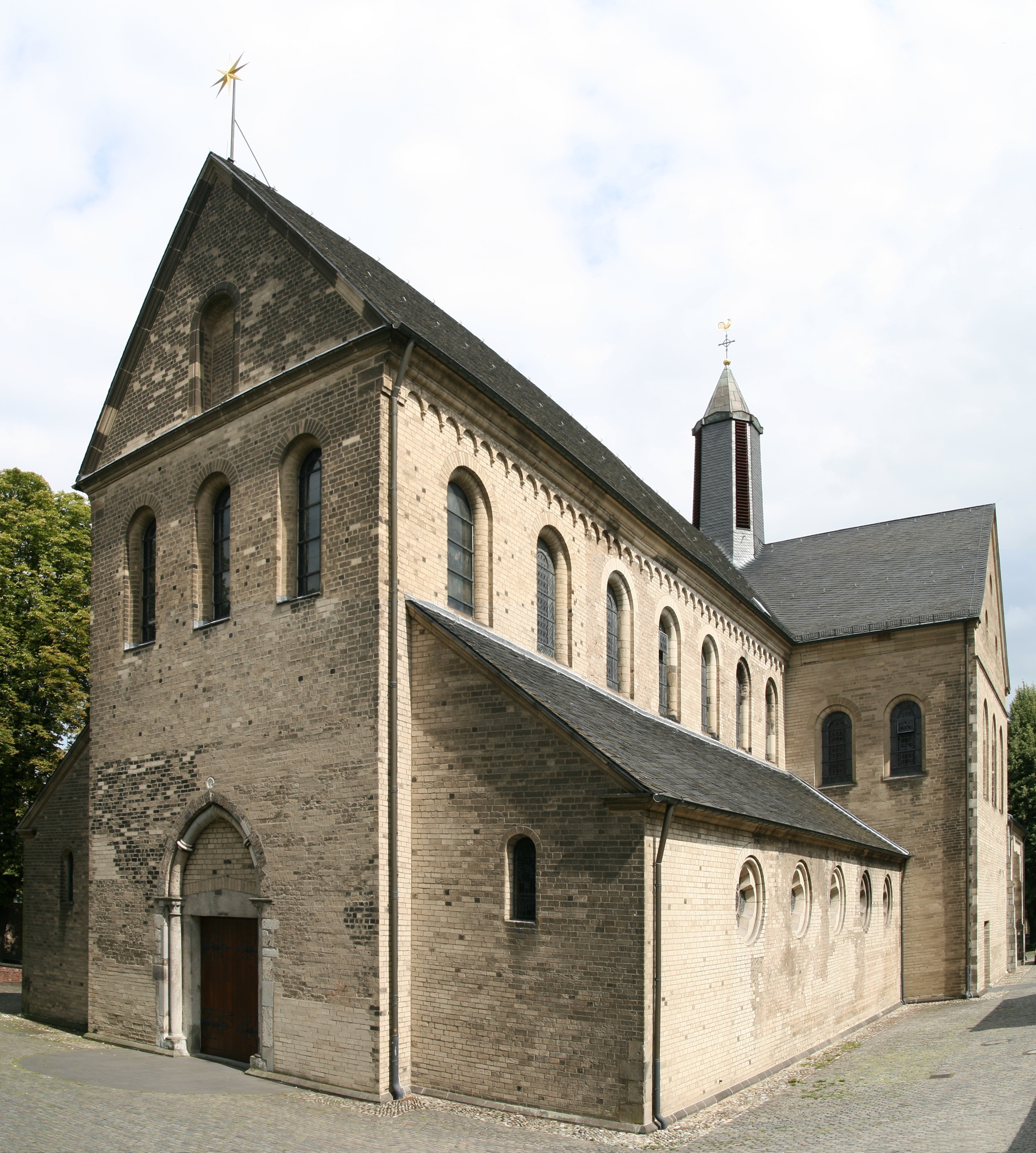
Kościół pod wezwaniem Świętego Switberta w dzielnicy Düsseldorfu Kaiserswerth.

Jego wspomnienie obchodzone jest w dzienną rocznicę śmierci.